# Austria en el Festival de la Canción de Eurovisión 2023
Austria participó en el LXVII Festival de la Canción de Eurovisión, que se celebró en Liverpool, Reino Unido del 9 al 13 de mayo de 2023, tras la imposibilidad de Ucrania de acoger el concurso por la victoria de Kalush Orchestra con la canción «Stefania».

## Historia de Austria en el Festival
Austria debutó en el festival de Eurovisión en su segunda edición, en 1957. Desde entonces ha participado en 53 ocasiones, habiendo ganado dos veces: en 1966 con Udo Jürgens con la canción «Mercie, Chérie» y en 2014, con Conchita Wurst y la balada «Rise Like a Phoenix». Desde la introducción de las semifinales de 2004, Austria ha clasificado a la final en 5 ocasiones, mejorando notablemente su trayectoria en el concurso desde su regreso en 2011, tras su pausa del festival de cuatro años. Por otra parte, Austria ha finalizado en el último lugar del festival en 8 ocasiones, incluyendo cuatro de ellas con 0 puntos, siendo la última ocasión en 2015 en calidad de anfitrión.
En 2022, los representantes austriacos LUM!X y Pia Maria, no se clasificaron para la final, terminando en 15.ª posición con 42 puntos en la semifinal 1, con el tema «Halo».

## Representante para Eurovisión

### Elección interna
Austria decidió continuar con un método de selección interna para definir a su representante en el Festival de la Canción de Eurovisión de 2023. Para ello, la ORF seleccionó a Teya y Salena, un dúo musical femenino austriaco formado por Teodora Špirić y Selina-Maria Edbauer.
Teodora Špirić, conocida como Teya, se inició en la música a los 12 años como saxofonista en una orquesta de jazz y escribió sus primeras canciones a los 17. Teya, que actuaba bajo el nombre artístico de Thea Devy en ese momento, participó en la selección austriaca para el Festival de la Canción de Eurovisión 2020 con una canción titulada Judgment Day, canción que también interpretó en serbio durante la selección serbia del mismo año.
Por su parte, Selina-Maria Edbauer, conocida como Salina, comenzó a cantar a los 7 años. En 2017, llegó a la tercera ronda de la versión alemana de La Voz y luego participó en la selección austriaca para Eurovisión en 2019 con la canción Behind the Waterfall. También es la voz de los jingles de la emisora Hitradio Ö3.
Las dos jóvenes se conocieron durante su participación en el programa de la ORF, Starmania 21. El 31 de enero de 2023, la emisora austriaca de Eurovisión anunció que Teya y Salena habían sido seleccionadas entre 15 artistas para representar a Austria en el Festival de la Canción de Eurovisión 2023. Su canción, «Who the Hell Is Edgar?», se daría a conocer en el Día Internacional de la Mujer, el 8 de marzo.

## En Eurovisión
De acuerdo a las reglas del festival, todos los concursantes deben iniciar desde las semifinales, a excepción del anfitrión (en este caso, Reino Unido), el ganador del año anterior, Ucrania y el Big Five compuesto por Alemania, España, Francia, Italia y el propio Reino Unido. En el sorteo realizado el 31 de enero de 2023, Austria fue sorteada en la segunda semifinal del festival. En este mismo sorteo, se determinó que participaría en la segunda mitad de la semifinal (posiciones 9-16).